# Paraskeví Papajristu
Paraskeví Papajristu (en griego: Παρασκευή Παπαχρήστου, Atenas, 17 de abril de 1989) es una deportista griega que compite en atletismo, especialista en la prueba de triple salto.
Ganó una medalla de bronce en el Campeonato Mundial de Atletismo en Pista Cubierta de 2016, dos medallas en el Campeonato Europeo de Atletismo, oro en 2018 y bronce en 2016, y dos medallas en el Campeonato Europeo de Atletismo en Pista Cubierta, plata en 2019 y bronce en 2017.
Participó en dos Juegos Olímpicos de Verano, en los años 2016 y Tokio 2020, ocupando el octavo lugar en Río de Janeiro 2016, en su especialidad.

## Palmarés internacional
| Campeonato Mundial en Pista Cubierta | Campeonato Mundial en Pista Cubierta | Campeonato Mundial en Pista Cubierta | Campeonato Mundial en Pista Cubierta |
| Año                                  | Lugar                                | Medalla                              | Prueba                               |
| ------------------------------------ | ------------------------------------ | ------------------------------------ | ------------------------------------ |
| 2016                                 | Portland (Estados Unidos)            | Medalla de bronce                    | Triple salto                         |
| Campeonato Europeo                   |                                      |                                      |                                      |
| Año                                  | Lugar                                | Medalla                              | Prueba                               |
| 2016                                 | Ámsterdam (Países Bajos)             | Medalla de bronce                    | Triple salto                         |
| 2018                                 | Berlín (Alemania)                    | Medalla de oro                       | Triple salto                         |
| Campeonato Europeo en Pista Cubierta |                                      |                                      |                                      |
| Año                                  | Lugar                                | Medalla                              | Prueba                               |
| 2017                                 | Belgrado (Serbia)                    | Medalla de bronce                    | Triple salto                         |
| 2019                                 | Glasgow (Reino Unido)                | Medalla de plata                     | Triple salto                         |